# António Serzedelo
António José Serzedelo Silva Marques (Lisboa, 15 de Maio de 1945) é um activista, radialista, jornalista, político, ator e académico português. É um decano do movimento LGBT em Portugal (desde Maio de 1974). Foi co-autor do primeiro manifesto da causa LGBT em Portugal, Liberdade para as Minorias Sexuais. Foi fundador da Opus Gay. Fundou e dirige o programa de rádio Vidas Alternativas.

## Biografia

### Educação
Nasceu em Lisboa, filho único, no seio de uma família abastada, e teve uma infância feliz e protegida. Cedo aprendeu francês e inglês, e um pouco de alemão, tendo frequentado o Liceu Francês Charles Lepierre, a Saint Dominic's International School, e uma tutora alemã. Também frequentou a escola primária oficial.
O pai era engenheiro portuário e foi destacado para Moçambique, onde se estabeleceu com a família, tendo trabalhado na Beira, Nacala e Quelimane. Serzedelo terminou os estudos secundários no Liceu Salazar, em Lourenço Marques. Regressou a Lisboa, onde se instalou no Colégio Universitário Pio XII, dos Missionários Claretianos, uma residência universitária, acabando mais tarde por ser expulso devido ao seu comportamento irreverente. Entretanto, fez algumas cadeiras de Direito, mas depois mudou-se para o curso de História, licenciando-se pela Faculdade de Letras da Universidade de Lisboa.
 Foi convocado para cumprir o serviço militar obrigatório, graduando-se como aspirante, sendo promovido depois a alferes miliciano, após frequentar a Escola Prática de Infantaria, durante seis meses, especializando-se em minas e armadilhas. Esteve prestes a partir para a guerra do Ultramar, mas acabaria destacado para o Estado-Maior do Exército, onde trabalhou na secção de Informação e Contrainformação.

### Ensino
Terminado o serviço militar, iniciou a carreira de professor do ensino secundário. Leccionou na Escola Secundária Dom José I em Lisboa e foi coordenador de estágios de alunos da Faculdade de Letras da Universidade de Lisboa e na Universidade Lusíada de Lisboa.[carece de fontes?]

### Activismo
Apenas 8 dias após o Revolução de 25 de Abril, com alguns amigos (entre os quais Jorge Lima Barreto), foi co-autor do manifesto Liberdade para as Minorias Sexuais, redigido pelo recém-criado Movimento Homossexual de Acção Revolucionária (inspirado pelo Relatório contra a normalidade, do grupo francês FHAR), que foi publicado a 13 de Maio 1974 no Diário de Lisboa e Diário de Notícias. Este é o documento seminal da causa LGBT em Portugal e na época teve alguma repercussão, a ponto do General Galvão de Melo, membro da Junta de Salvação Nacional, lhe ter feito uma referência indignada, citando a carta que um "cidadão escandalizado" lhe dirigira, num comunicado televisivo, a 27 de Maio.
 A partir dessa época António Serzedelo envolveu-se em diversas causas, embora seja mais conhecido pelo seu activsimo na causa LGBT.
Entre 1982 e 1992 foi Presidente do Comité Português de Direitos Humanos do Povo Palestiniano. Fez parte do Conselho da Paz e Cooperação do Movimento Anti-Apartheid em Portugal, até ao final do Apartheid na República da África do Sul e Rodésia. Em 1995 fez parte do movimento "As Gravuras Não Sabem Nadar", com a arqueóloga Mila Simões de Abreu e a Isabel do Carmo, pela salvação das gravuras do Côa, que foram declaradas Património Mundial pela UNESCO. Foi cofundador da Associação Abril, fundada por ex-pintassilguistas.
Em 28 de Junho 1997 fundou a Associação Opus Gay criada para defender os direitos humanos das minorias sexuais. Com o apoio da Comissão para a Cidadania e a Igualdade de Género e no âmbito do Quadro de Referência Estratégica Nacional criou uma extensão da Opus Gay contra a violência doméstica e homofobia em Évora.
É membro da Associação República e Laicidade. Fez parte do Fórum Social Português. Fundou e foi membro da direção da Associação Portas Abertas - Servas Portugal, representante nacional da federação Servas International, uma rede de viajantes hospitalidade solidária que tem como objetivo promove a paz mundial. É cofundador da associação "Homens contra a Violência". Continua actualmente a ser membro desta organização.
Assinou uma petição de 200 personalidades públicas contra os maus tratos de animais e a favor da esterilização dos cães e gatos que foi submetida ao Governo  e envolveu-se em negociações ministeriais para implementar esta iniciativa.
Fez parte do movimento na luta contra a pedofilia em Lisboa. Foi ativista da campanha a favor Interrupção Voluntária da Gravidez para o referendo à despenalização do aborto de 2007 junto com diversas associações cívicas.

### Jornalismo
Fez estágio no Centre de formation des journalistes do Le Monde, Paris em 1974. Em 1975 estagiou no Diário de Notícias. Foi administrador e jornalista do semanário O Ponto e estagiou no Diário de Notícias. Foi correspondente em Lisboa para a rádio comunitária de Paris, "Rádio Clube Português de Paris", até esta ser extinta.
Em 1999 criou o programa Vidas Alternativas, o primeiro programa radiofónico em Portugal a abordar a temática LGBT. Este foi inicialmente emitido na Rádio Voxx e reemitido em diversas rádios universitárias e locais programa em todo o país. Presentemente, o programa é emitido pelo site MegaWeb. Recentemente foi criado o programa Vidas Alternativas Brasil para atingir uma audiência Brasileira.

Co-fundou os blogues independente,"Fórum Social Português", "Sociofonia".

Regularmente participa em intervenções em jornais, revistas, rádios, televisões a nível local e nacional sobre as temáticas da luta contra a homofobia e discriminação, igualdade, uniões de facto, casamento entre pessoas do mesmo sexo, adopção, Interrupção Voluntária da Gravidez e sobre movimentos cívicos. [carece de fontes?]

### Artes
Membro ativo da cooperativa de cinema "Cinequipa".

### Política
Foi vereador na Junta de Freguesia de Arroios, com as funções de Cultura e Bibliotecas, Interculturalidade, Envelhecimento Ativo e Desenvolvimento Sustentável.
Fez parte do gabinete do General Franco Charais, enquanto membro Conselho da Revolução, no qual continuou até a extinção do órgão.
Foi vereador suplente pelo PS na Câmara Municipal de Lisboa, eleito nas últimas eleições autárquicas.